# エンリコ・バッチン
エンリコ・バッチン（Enrico Bacchin、1992年11月28日 - ）は、イタリアの元ラグビーユニオン選手。

## プロフィール
- イタリア・サン・ドナ・ディ・ピアーヴェ出身[1]。
- 現役時代のポジションはスタンドオフ(SO)、センター(CTB)。
- 身長 182cm、体重 97kg
- イタリア代表通算キャップ数は5でラグビーワールドカップ2015のイタリア代表に選ばれた[2]。

## 略歴
モグリアーノ、ベネットン・トレヴィーゾ、ペトラルカを経て、2018年、サンドナに加入。
2020年、現役を引退した。